# Isla de Ratones
Isla de Ratones es una pequeña isla situada cerca de la Laguna de Joyuda en Cabo Rojo, Puerto Rico. La isla es un lugar popular para la práctica del buceo.

## Historia
La isla fue conocida originalmente como «Piñas» o «Piñero» o Isla Piña. En el pasado la isla se utilizó para el cultivo de piña y los cultivos de caña de azúcar. Más adelante la isla fue abandonada y prácticamente se usó como un contenedor de basura, por eso fue que los residentes de Joyuda comenzaron a referirse a ella como «Isla de los Ratones», debido a la cantidad de roedores que habitaban la isla.
Durante la segunda mitad del siglo XX, el entonces propietario de la Cervecería India, don Alfonso Valdés Cobián fue uno de los responsables de la isla. Durante este tiempo comenzó la limpieza de la isla.
En 1988, la isla fue vendida a MTV, que organizó un concurso promovido por Cyndi Lauper. Después de varias protestas, MTV desistió de la iniciativa.
La isla esta bajo la custodia del Departamento de Recursos Naturales y Ambientales  de Puerto Rico (DRNA). Agencia Ambiental de conservación.

## Restauración
En 2005, El Comité Caborrojeño Pro-Salud y Ambiente, una organización ecologista llevó a cabo un proyecto de restauración en la isla por la costa norte para tratar de detener la erosión y la sedimentación que está amenazando los arrecifes de coral y los manglares que rodean la isla.
La isla ha perdido aproximadamente el 45 por ciento de su superficie en los últimos 60 años debido a la decoloración de los corales, las enfermedades y la destrucción de los arrecifes por la fuerza de las olas y corrientes.
En 2006, la Universidad Interamericana de Puerto Rico recibió donaciones para implementar una segunda fase del proyecto de restauración.
 Los estudiantes, profesores y miembros de caborrojeños Pro Salud y Ambiente, bajo la dirección del DRNA, plantaron cerca de 400 semillas flotantes de Mangle Rojo (Rhizophora mangle), que forma parte del inventario ecológico que rodea la isla. Alrededor de 0,25 acres (1000 m²) de hábitat de manglares han sido restaurados y 0,0091 acres (37 m²) de arrecife artificial fueron creados.